# Літа мої
«Літа мої...» — український анімаційний фільм режисера Володимира Гончарова, за мотивами живопису народної художниці Марії Примаченко.

## Про фільм
Ідея фільму базується на самобутній творчості дивовижно талановитої народної художниці Марії Оксентіївни Примаченко. М.О. Примаченко є яскравим представником таких напрямків у живопису, як Петриківський розпис, народне малярство, в такому ж ключі працювали і такі видатні майстрині, як К. Білокур і Г. Собачко. 
Художниця Тетяна Яблонська захоплювалася творчістю Примаченко і вважала її однією із найвидатніших представників народного примітивізму. Персонажі Марії Примаченко казкові, дуже чисті і наївні і, здається, створені спеціально для перенесення на екран як анімаційні персонажі.

## Кошторис
Кошторис фільму склав ₴791 тис., які на 100% профінансувало Держкіно.